# Ejgil Clemmensen
Ejgil Becker Clemmensen, danski veslač, * 21. junij 1890, † 24. oktober 1932.
Clemmensen je za Dansko nastopil na Poletnih olimpijskih igrah 1912. Bil je krmar četverca s krmarjem, ki je na teh igrah osvojil bron medaljo.